# Jugo de naranja
El jugo de naranja o zumo de naranja es un jugo de frutas en forma de líquido obtenido de exprimir el interior de las naranjas (Citrus × sinensis), generalmente con un exprimidor. El mayor exportador de jugo de naranja es Brasil, seguido de Estados Unidos (principalmente Florida). Sus usos culinarios son variados y consisten principalmente en su uso como refresco. El zumo de naranja es un producto alimenticio complejo compuesto de diversos ingredientes. Hoy en día puede adquirirse exprimido en envases de Tetra Brik en casi cualquier supermercado.

## Características
El zumo de naranja contiene gran cantidad de vitamina C (ácido ascórbico). Algunos fábricantes añaden ácido cítrico o ácido ascórbico a sus productos, además de otros micronutrientes como el calcio y la vitamina D. El zumo de naranja fresco parece más nutritivo que las versiones sin pulpa debido a la presencia de los flavonoides que existen en la pulpa. La calidad del zumo de naranja se ve influenciada principalmente por factores microbiológicos, enzimáticos, químicos y físicos, que suelen ser los que determinan las características organolépticas (aroma, sabor, color, consistencia, estabilidad y turbidez, separación de las fases sólidas/líquidas) así como las características nutricionales (vitaminas). En conjunto estos factores y sus alteraciones se producen durante la cadena de refrigeración, distribución y almacenamiento del producto. [cita requerida]

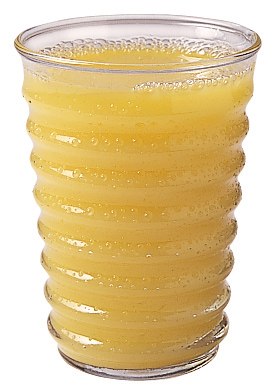
Vaso de zumo de naranja.

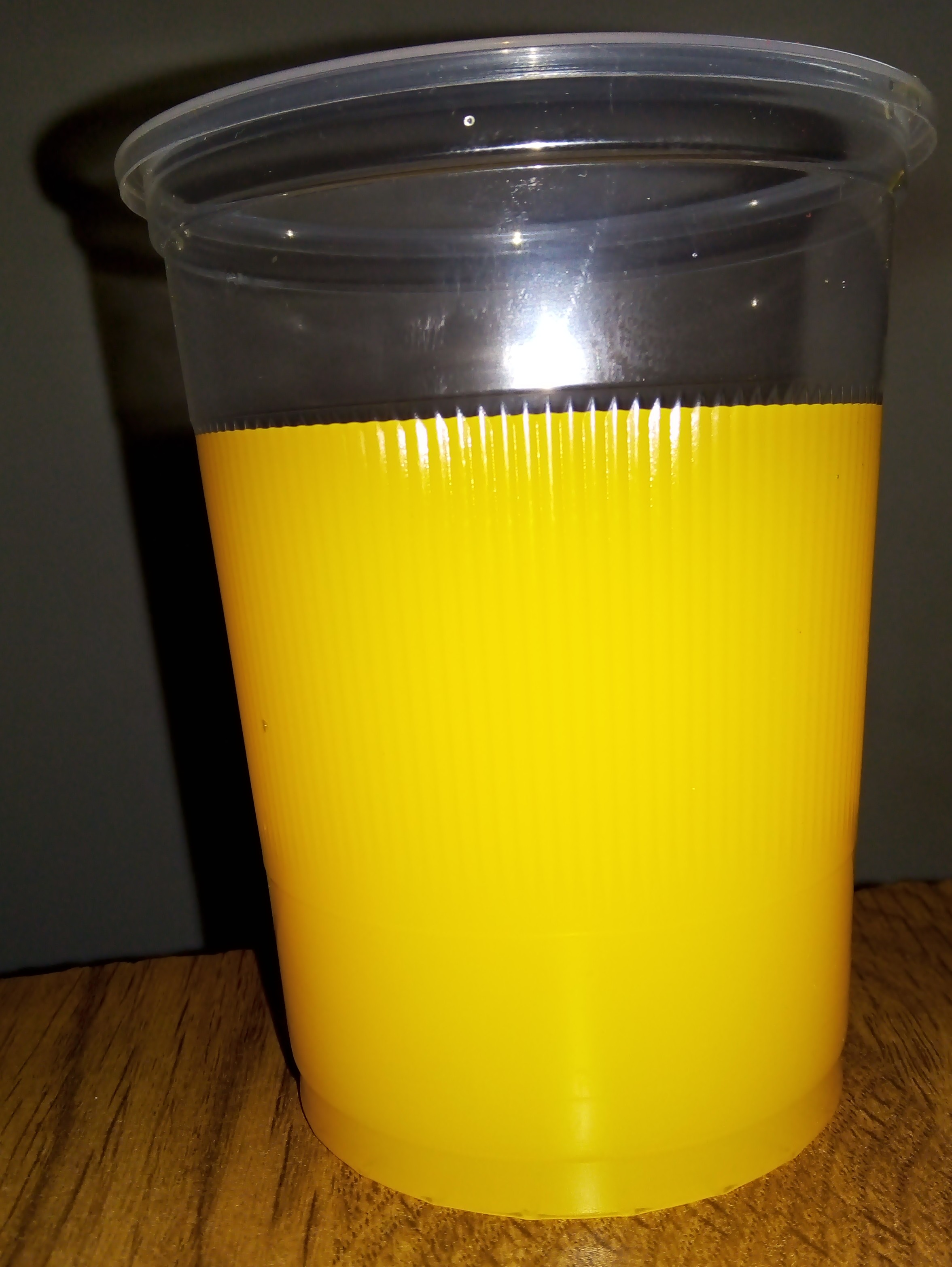
Vaso desechable de jugo de naranja industralizado.

Las características microbiológicas se pueden controlar mediante procesos térmicos que disminuyen las poblaciones  microbianas tales como la pasteurización, o mediante HTST. Con estos tratamientos se previene sobre todo de las bacterias lácticas, que presentan una resistencia baja a los tratamientos térmicos. El zumo de naranja se considera un alimento ácido (de pH bajo) y por eso el tratamiento térmico difiere de la leche. No obstante existen algunos hongos que pueden sobrevivir a pH bajos como el Byssochlamys y que pueden deteriorar el sabor final del producto, entre los factores químicos se encuentra la naturaleza oxidativa del zumo de naranja (similar a la de los demás cítricos) debida a la vitamina C que obliga a envasar en unos tiempos limitados y no se vea afectado el sabor.

## Propiedades físicas y químicas

### Composición molecular

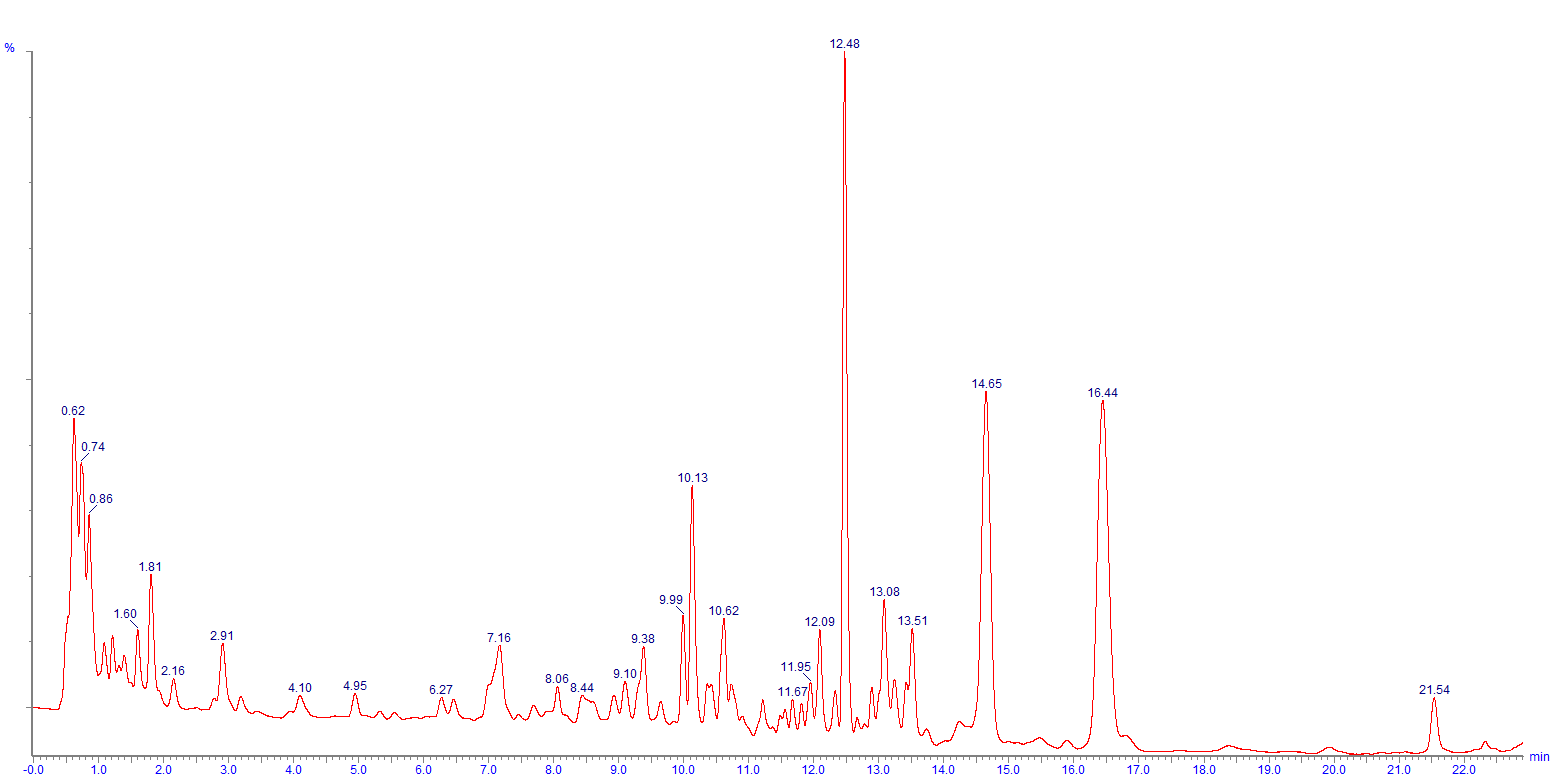
Cromatograma UV 280 nm tras separación UHPLC de zumo de naranja comercial, mostrando, entre otros picos, narirutina y hesperidina.

A nivel molecular, el zumo de naranja se compone de ácidos orgánicos, azúcares y compuestos fenólicos. Los principales ácidos orgánicos presentes en el zumo de naranja son el ácido cítrico, el málico y el ascórbico. Los principales azúcares del zumo de naranja son la sacarosa, la glucosa y la fructosa. Hay aproximadamente 13 compuestos fenólicos en el zumo de naranja, entre los que se encuentran los ácidos hidroxicinámicos, las flavanonas, los ácidos hidroxibenzoicos, la hesperidina, la narirutina y el ácido ferúlico.

### Composición de la turbidez
La turbidez es la porción de partículas en suspensión cuyo tamaño oscila entre 0,05 micrómetros y unos cientos de micrómetros en el zumo de naranja. La nube es responsable de varios atributos sensoriales del zumo de naranja, como el color, el aroma, la textura y el sabor. El medio continuo de la nube consiste en una solución de azúcares, pectina y ácidos orgánicos, mientras que la materia dispersa se forma a través del tejido celular triturado en el procesado de la fruta. En concreto, la turbidez del zumo está causada por pectina, proteínas, lípidos, hemicelulosa, celulosa, hesperidina, cromoplástidos, partículas amorfas y glóbulos de aceite. En concreto, la composición química de la nube está formada por un 4,5-32% de pectina, un 34-52% de proteínas, un 25% de lípidos, un 5,7% de nitrógeno, un 2% de hemicelulosa, un 2% de cenizas y menos de un 2% de celulosa.

### Estructura física
El zumo de naranja es una suspensión formada por partículas heterogéneas en un suero claro. El suero es el sobrenadante claro tras la precipitación de la nube mediante centrifugación. La nube antes mencionada constituye una gran parte de la suspensión.
Si la suspensión en el zumo de naranja no es estable, las partículas de la parte turbia pueden flocular, lo que provoca la descomposición física de la suspensión. La turbidez puede romperse y el zumo de cítricos se clarificará si la suspensión se vuelve inestable. La actividad de la enzima  pectina metil esterasa aumentó la interacción entre la pectina y las proteínas de la nube, lo que provocó la floculación proteína-pectina. El material insoluble de la nube se aglutina en condiciones superiores a 70 °C (158 °F) y a un pH de 3-4 en el que las proteínas se coagulan y floculan. La floculación de la parte turbia es mayor a pH 3,5 y puede dar lugar a la clarificación, que no es deseable en el zumo de naranja.
La suspensión es inestable cuando el potencial zeta es inferior a 25 mv de magnitud. El potencial zeta es una medida de la magnitud de las fuerzas electrostáticas entre partículas, que afectan a la repulsión, y la atracción entre partículas. Un valor zeta bajo significa que las fuerzas de repulsión no podrán superar las atracciones de Van der Waals entre las partículas de la nube y, por tanto, comenzarán a aglomerarse. La aglomeración de partículas de nube impedirá las características de flujo libre, que es esencial en el zumo. Un potencial zeta elevado inhibirá la aglomeración partícula-partícula y mantendrá la naturaleza de flujo libre, así como la dispersión uniforme en el zumo de naranja.
Los glóbulos de aceite adsorbidos a las partículas de la parte turbia estabilizan la suspensión disminuyendo la densidad media de las partículas para acercarla a la del suero. Sin embargo, grandes cantidades de aceite pueden ser problemáticas, ya que provocan la ruptura completa de las suspensiones al hacer que las partículas de la nube floten en la superficie. Las partículas de la nube tienen una carga negativa que disminuye al disminuir el pH. De acuerdo con la estabilidad de la nube, la hidratación de las partículas es más significativa que su carga eléctrica.

### Propiedades de la pulpa

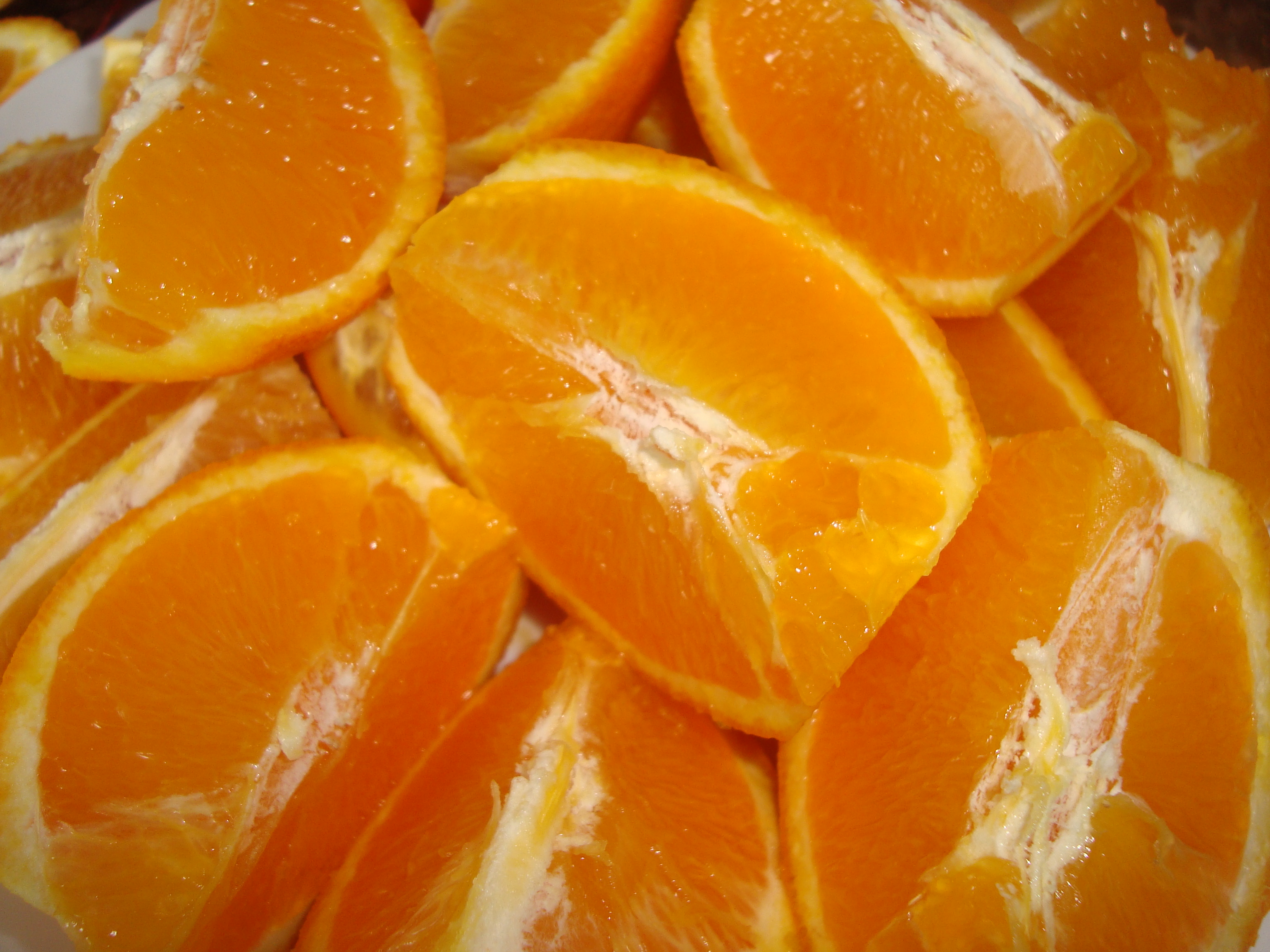
Naranjas, cortada con piel.

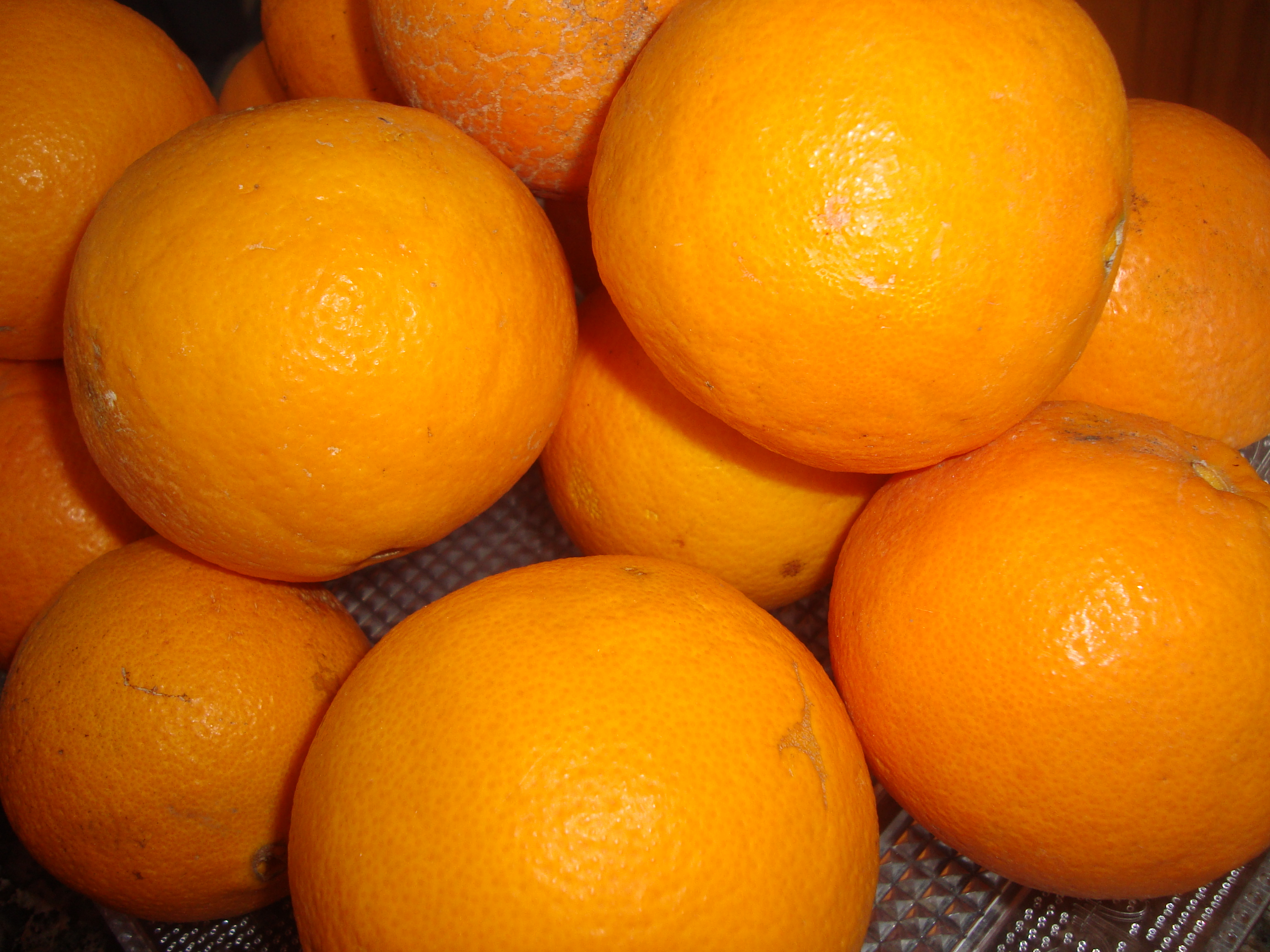
Naranjas de la comarca de la Plana Alta (Castellón, España).

En el zumo de naranja, la pulpa es responsable de las propiedades deseables de fluidez, gusto, sabor y sensación en boca. Sin embargo, el zumo de naranja con pulpa precipita a un ritmo que depende del diámetro, la densidad y la viscosidad de las partículas en suspensión, así como del zumo en suspensión. Para permanecer suspendidas en el zumo de naranja, las partículas de pulpa deben tener un tamaño de partícula, una carga y un peso específico adecuados. Dependiendo del tipo de método de procesado, el tamaño de las partículas de pulpa oscila entre 2 y 5 milímetros (0,08-0,2 pulgadas). Se sabe que las de tamaño inferior a 2 mm (0,08 in) son más estables, por lo que resulta beneficioso reducir el tamaño de las partículas incorporando hidrocoloides al producto de zumo. Los hidrocoloides reducirían la velocidad de formación de sedimentos y disminuirían la velocidad de caída de las partículas de pulpa.

### Hidrocoloides
Los hidrocoloides son polímeros de cadena larga que forman dispersiones viscosas y geles si se dispersan en agua. Tienen una serie de propiedades funcionales en los productos alimentarios, como emulsionar, espesar, recubrir, gelificar y estabilizar. La principal razón por la que los hidrocoloides se utilizan en los alimentos es su capacidad para modificar la reología de los sistemas alimentarios. Los hidrocoloides influyen en la viscosidad a través del comportamiento de flujo y las propiedades mecánicas de los sólidos, como la textura. Algunos hidrocoloides comunes que se utilizan para estabilizar los zumos son la goma gellan, la carboximetilcelulosa sódica, la xantana, la goma guar y la goma arábiga. Los hidrocoloides mencionados se utilizan generalmente en la producción de zumos de naranja de imitación y a menudo se denominan hidrocoloides sintéticos. La pectina es el hidrocoloide que se encuentra en los zumos de naranja naturales.

## Usos
Uno de los usos culinarios primordiales del zumo de naranja es como refresco, aunque es muy empleado también en muchos desayunos del mundo: es parte del famoso desayuno inglés. Se emplea en la elaboración de algunos cócteles como el destornillador, el Feuerzangenbowle (ponche navideño en Alemania), la sangría, el agua de Valencia (mezcla de cava y zumo de naranja) o el tequila sunrise. Su carácter ácidolo hace útil en la elaboración de salsas como la salsa rosa o en preparaciones como el cebiche o algunas vinagretas para ensaladas. A veces se emplea en la preparación de alimentos como un ingrediente más, por ejemplo, la torta Baja California de México. En Puerto Rico se le conoce popularmente como jugo de China. También es utilizado el zumo, sacándolo con unas máquinas especiales para extraer el zumo de la naranja.
En Venezuela se conoce como jugo de naranja a la naranjada, bebida compuesta de dicho zumo en una concentración de 60% en agua y azúcar. También en dicho país se suele mezclar el zumo de naranja con zanahoria y remolacha roja para hacer una bebida llamada tres en uno.

## Frozen Concentrated Orange Juice (FCOJ)
El zumo de naranja exprimido comercialmente se pasteuriza y se filtra antes de ser evaporado al vacío y con calor. Una vez eliminada la mayor parte del agua, este concentrado, con un 65% de azúcar en peso, se almacena a unos -12 °C (10 °F). Las esencias, la vitamina C y los aceites extraídos durante el proceso de concentración al vacío pueden volver a añadirse para restaurar el sabor y la nutrición (véase más adelante).
Cuando se añade agua al zumo de naranja concentrado recién descongelado, se dice que está reconstituido.
El producto se desarrolló en 1948 en el Citrus Research and Education Center (Centro de Investigación y Educación de Cítricos) de la Universidad de Florida. Desde entonces, se ha convertido en una mercancía estandarizada, con el nombre Frozen Concentrated Orange Juice (FCOJ), y los contratos de futuros se negocian en Nueva York desde 1966. Las opciones sobre FCOJ se introdujeron en 1985. Desde finales de la década de 1950 hasta mediados de la de 1980, el producto tuvo la mayor cuota de mercado de zumo de naranja, pero los zumos no concentrados superaron al FCOJ en la década de 1980.

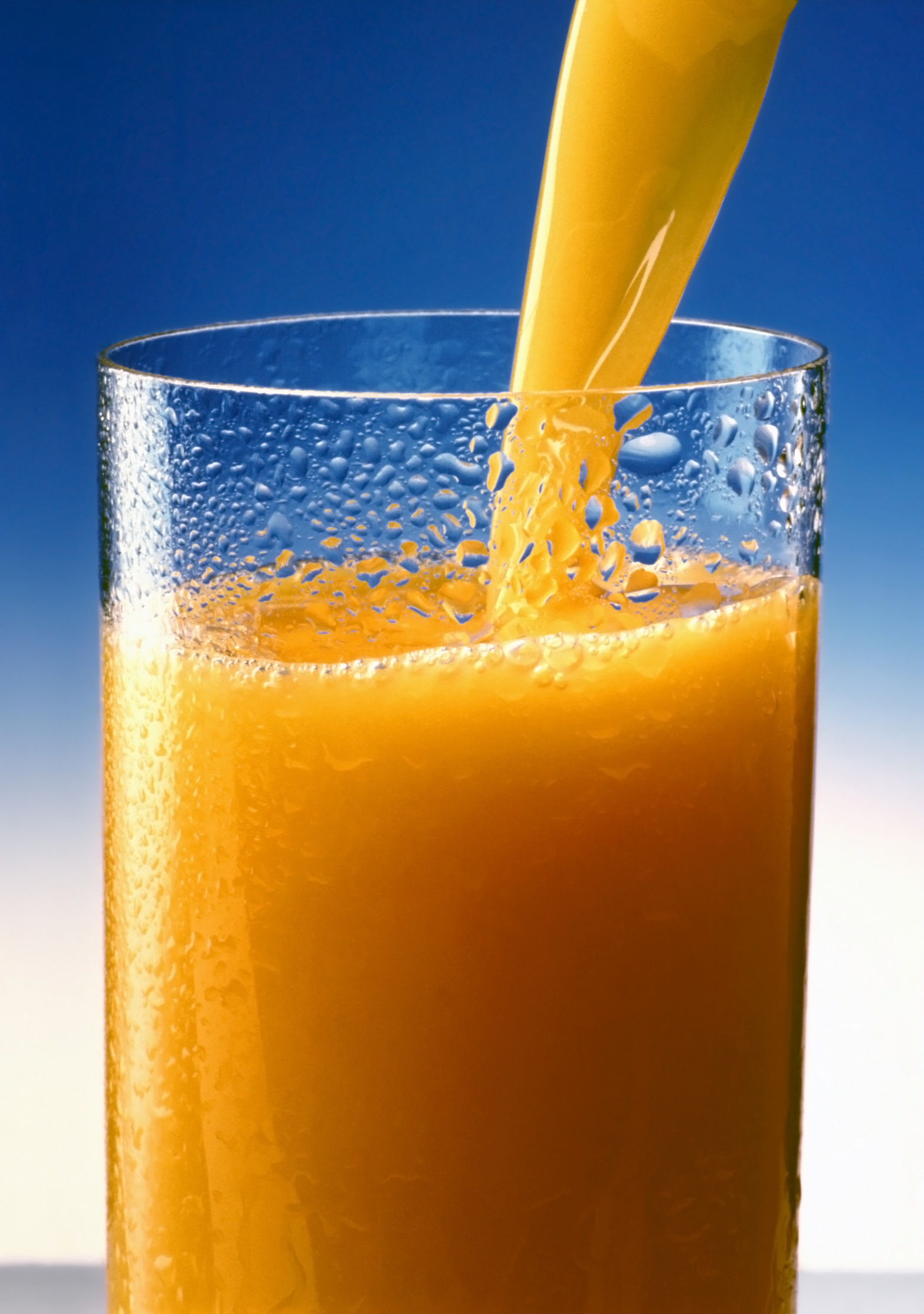
Vaso de zumo de naranja

Frozen Concentrated Orange Juice (Jugo de Naranja Concentrado Congelado, acrónimo: FCOJ) es una materia prima que cotiza en bolsa de valores como la New York Cotton Exchange. Se exporta a granel en buques especialmente acondicionados y en tambores de 200 litros. El principal productor mundial es Brasil, seguido por Estados Unidos y la Unión Europea.

## Jugo de naranja no procedente de concentrado
El zumo de naranja que se pasteuriza y se vende a los consumidores sin haber sido concentrado se etiqueta como "no procedente de concentrado". Al igual que el procesado "a partir de concentrado", la mayoría de los procesados "no a partir de concentrado" reducen el sabor natural del zumo. Los mayores productores de "no procedentes de concentrados" utilizan un proceso de producción en el que el zumo se almacena de forma aséptica, sin oxígeno, durante un año.
Al eliminar el oxígeno también se eliminan algunos de los compuestos volátiles que aportan sabor, por lo que los fabricantes suelenn añadir una formulación saborizante en el último paso, que la revista Cook's Illustrated describe como que contiene "aditivos de alta ingeniería". Las fórmulas de las formulaciones de sabor varían según la región, ya que los consumidores de distintas partes del mundo tienen diferentes preferencias en cuanto a dulzor, frescura y acidez. Según la industria de los cítricos, en EE. UU. la Administración de Alimentos y Medicamentos FDA no exige que los componentes de las formulaciones de sabor se detallen individualmente en el envase del producto. Basta con indicar saborizante con sabor naranja. Una situación similar ocurre en la Unión Europea.
Un componente común de los paquetes de sabor es el butirato de etilo, un aroma natural que la gente asocia con la frescura, y que se elimina del zumo durante la pasteurización y el almacenamiento. Cook's Illustrated envió muestras de zumo a laboratorios independientes y descubrió que, mientras que el zumo recién exprimido contenía naturalmente unos 1,19 miligramos de butirato de etilo por litro, el zumo que había sido procesado comercialmente tenía niveles tan altos como 8,53 miligramos por litro.